# Travis Oliphant
Travis Oliphant es un científico de datos y empresario. Es el fundador de la startup tecnológica Anaconda, denominada anteriormente Continuum Analytics. Además, es el autor original de NumPy y colaborador fundacional de los paquetes SciPy del lenguaje de programación Python.

## Biografía
Oliphant fue profesor contratado de ingeniería eléctrica e informática en la Brigham Young University desde 2001 hasta 2007. Además, dirigió el BYU Biomedical Imaging Lab y realizó una investigación sobre la tomografía de impedancia eléctrica.
Ejerció como presidente de Enthought desde 2007 hasta 2011. Fundó Continuum Analytics en enero de 2012, posteriormente renombrada como Anaconda Inc. En Continuum elaboró Anaconda, una distribución de Python. En julio de 2015, Continuum Analytics recibió 24 millones de dólares durante su primera ronda de financiación con capital de riesgo. También recibió un premio de 100 000 $ de la Agencia de Proyectos de Investigación Avanzados de Defensa (DARPA) por la viabilidad del diseño de alto nivel de extensiones de datos paralelas para Python en unidades de procesamiento gráfico (GPU).
El 1 de enero de 2018, Oliphant anunció que dejaba Anaconda Inc. a través de un tuit. Más tarde cofundó Quansight junto a Matt Harward.